# Donacia megacornis
Donacia megacornis är en skalbaggsart som beskrevs av Willis Blatchley 1910. Donacia megacornis ingår i släktet Donacia och familjen bladbaggar. Inga underarter finns listade i Catalogue of Life.